# بنكسية جريئة
بنكسية جريئة (الاسم العلمي:Banksia audax) هي نوع نباتي يتبع جنس البنكسية من فصيلة البروطية.